# Zotye T600
Zotye T600 — среднеразмерный кроссовер, выпускаемый китайской компанией Zotye в 2013—2020 годах.

## Описание
Zotye T600 дебютировал в декабре 2013 года. Его цены варьировались от 79800 до 98800 юаней. При проектировании конструкции компания Zotye ориентировалась на Audi Q5, а дизайн передней части выполнен в стиле Volkswagen Touareg. Изначально в моторную гамму входил турбодвигатель 4G15 объёмом 1,5 литра, в 2015 году был добавлен турбодвигатель 4G63 объёмом 2,0 литра. В 2018 году автомобиль прошёл рестайлинг.
- Вид спереди
- Вид сзади
- Рестайлинг задней части

## Zotye T600 Sport
Zotye T600 Sport продавался на китайском рынке с мая 2016 года. Его цены варьировались от 95800 до 149800 юаней.
- Zotye T600 Sport
- Zotye T600 Sport
- Zotye T600 Sport

## Zotye T600 Coupe
Zotye T600 Coupe является купеобразным вариантом Zotye T600 с более высокой отделкой кузова, но с небольшими отличиями в дизайне.
- Zotye T600 Coupe
- Zotye T600 Coupe

## В России
В 2016 году Zotye T600 вышел на российский рынок наряду с Zotye Z300. Автомобили собирались крупноузловым способом на Юнисоне. Zotye T600 продавался в России с двигателем 4G15, который сочетался в паре с пятиступенчатой механической трансмиссией, и в комплектации Royal.